# 丝壶菌目
丝壶菌目（学名：Hyphochytridiales）是丝壶菌纲下的一个目。

## 下属分类
本目包括以下科：
- 丝壶菌科 Hyphochytriaceae
- 根前毛菌科 Rhizidiomycetaceae